# Álvaro Gutiérrez
Álvaro Gutiérrez Felscher (ur. 21 lipca 1968 w Montevideo) – urugwajski piłkarz występujący na pozycji defensywnego pomocnika, reprezentant Urugwaju, trener piłkarski.